# Medaille für hervorragende Leistungen im Finanzwesen der Deutschen Demokratischen Republik
Die Medaille für hervorragende Leistungen im Finanzwesen Deutschen Demokratischen Republik war eine staatliche Auszeichnung  der Deutschen Demokratischen Republik (DDR), welche in Form einer tragbaren Medaille verliehen wurde.

## Geschichte
Die Medaille wurde am 30. November 1978 in drei Stufen, Bronze, Silber oder Gold, gestiftet. Sie konnte verliehen werden für hervorragende Leistungen und Verdienste auf diesem Gebiet. Ferner auch für langjährige vorbildliche Einsatzbereitschaft im sozialistischen Finanz-, Geld-, Preis- und Kreditwesen der DDR. Die Medaille konnte nur an Einzelpersonen verliehen werden. Ihre Verleihung erfolgte an Mitarbeiter der Abteilungen Finanzen und Preise der Räte der Bezirke und Kreise, der Inspektionen der Staatlichen Finanzrevision, Preiskontrolle, Bankorgane und nachgeordneter Betriebe und Einrichtungen. Ferner auch an Mitarbeiter von Banken, Sparkassen, staatlichen Versicherungen, Hauptbuchhalter von VEB´s usw. Zum Ehrentitel gehört eine Medaille nebst einer gestaffelten Prämie, die bei der Bronzestufe 400 Mark, in der Silberstufe 700 und bei der Goldstufe 1000 Mark betrug. Im Übrigen erfolgte die Verleihung des Ehrentitels durch den Minister der Finanzen alljährlich im Februar, wobei die Anzahl der möglichen Verleihungen begrenzt war. So konnten nur 400 Medaillen in Bronze, 250 Medaillen in Silber und 100 Medaillen in Gold verliehen werden.

## Aussehen und Tragweise
Die bronzene, versilberte oder vergoldete Medaille mit einem Durchmessern von 32 mm zeigt auf ihrem Avers mittig die Inschrift: FÜR / HERVORRAGENDE / LEISTUNGEN / IM / FINANZWESEN / DER / DDR. Umschlossen wird das ganze von zwei unten gekreuzten nach oben hin gebogenen Lorbeerzweigen die etwa 3/4 des Kreisumfanges ausmachen. Das Revers der Medaille zeigte dagegen das Staatswappen der DDR. Getragen wurden die Medaille an der linken oberen Brustseite an einer blau bezogenen Spange, in welche waagerecht ein 4 mm hoher schwarz-rot-goldener Mittelstreifen eingewebt war. Mittig war zusätzlich eine 10 mm durchmessende Miniatur des Staatswappens der DDR aufgesetzt, die in der Farbe der verliehenen Stufe bronzen, silber oder gold gehalten war. Die Interimsspange war von gleicher Beschaffenheit und zeigte ebenso die 10 mm große Miniatur des Staatswappens der DDR.